# 1849 (numero)
Milleottocentoquarantanove (1849) è il numero naturale dopo il 1848 e prima del 1850.

## Proprietà matematiche
- È un numero dispari.
- È un numero composto da 3 divisori: 1, 43, 1849. Poiché la somma dei suoi divisori (escluso il numero stesso) è 44 < 1849, è un numero difettivo.
- È un quadrato perfetto.
- È un numero palindromo nel sistema posizionale a base 6 (12321).
- È un numero semiprimo.
- È un numero omirpimes in quanto anche qualora scritto al contrario, ovvero 9481 = 19 × 499 è semiprimo.
- È un numero potente.
- È un numero ottagonale centrato.
- È un numero nontotiente in quanto dispari e diverso da 1.
- È un numero odioso.
- È parte delle terne pitagoriche (860, 1749, 1949), (1949, 1899300, 1899301).

## Astronomia
- 1849 Kresák è un asteroide della fascia principale del sistema solare

## Astronautica
- Cosmos 1849 è un satellite artificiale russo.